# Narutaru
Mukuro Naru Hoshi Tama Taru Ko (骸なる星･珠たる子 Mukuro Naru Hoshi·Tama Taru Ko?, La estrella muerta y la joya de la chica), abreviado como Narutaru (なるたる) es un manga japonés creado por Mohiro Kitoh y serializado en la revista Afternoon. En los Estados Unidos fue licenciado por Dark Horse Comics y serializado por Super Manga Blast! con el nombre de Shadow Star. La adaptación al anime de 13 episodios fue emitida el 2003 en la estación japonesa de televisión Kids Station.
La protagonista de la serie es una niña de 12 años de edad llamada Shiina Tamai. Ella se vincula con un ser con forma de estrella de mar llamado "niño dragón" ("shadow dragon" bebe) al cual llama "Hoshimaru" (estrella redonda). La serie trata principalmente sobre la interacción entre Shiina y otros jóvenes que también están vinculados con dragones
El manga es conocido por su horrible contenido a medida que el argumento progresa. A pesar de que la mayoría de los personajes son jóvenes, el diseño de los monstruos es "mono", e inicialmente parece un shojo o una serie estilo Pokémon, la historia rápidamente se torna mucho más oscura y con un tono perturbador, y a medida que avanzan los volúmenes, se muestran representaciones de sangre y violencia sexual. Dicho contenido fue censurado en las ediciones en inglés y alemán.

## Manga

### Personajes
Shiina Tamai.
La protagonista del anime/manga. Actúa muy madura para su edad (12 años), y aunque no tiene las mejores notas, posee talento en cocina y el atletismo. Siempre se esfuerza para ser más fuerte, a menudo frente a desafíos nuevos y más difíciles y asiste impasible a varios eventos trágicos de la historia.
En la segunda mitad del manga (que no forma parte del anime existente), Shiina trabaja duro y obtiene una beca para la prestigiosa Academia Banda y se muda con Takeo y Norio a una base militar para entrenar a Hoshimaru para vencer a los dragones fuera de control que destruyen la ciudad. En un momento de la historia, la ciudad entera estaba siendo atacada por varios de esos dragones y cuando el gobierno Japón solicita ayuda militar de Estados Unidos para terminar con la amenaza que presentan, en medio de la confusión Shiina es alcanzada por las balas de un helicóptero y muere. Poco después, aparece repentinamente en una playa y la recoge Takeo, quien la obliga a tener relaciones sexuales con ella.
Akira Sakura
Una joven alta de la escuela de Shiina que siempre menciona en sus diálogos acerca de estar "fuera de lugar". Tiene un Dragón llamado Ein Sof. Padece de un serio trauma por haber sido violada por su padre, a quien termina asesinando con una daga que Ein Sof le dio para luego ser arrestada y pasar el resto del manga en prisión. En el Volumen 12, cuando Akira está gravemente herida por una batalla de dragones (pues había ayudado a Shiina a encontrar a Sudo, la sacó de un estado de parálisis y la instó a hacer las paces con su madre) la envió a un hospital. Se asume que alguien la tiró por la ventana del hospital y lo más probable sea gente que culpa a los niños Dragón por el estado del mundo.
Tomonori Komori
Un muchacho de la edad de Shiina. Formó una pandilla que planeaba robar un banco usando a los dragones para ayudar a su madre paralítica. Su dragón se llama Push Dagger.
Murió cuando Hoshimaru obliga a Push Dagger a volverse contra él; sin embargo Shiina era la única que sabía esto, para los demás simplemente desapareció.
Satomi Ozawa
Una joven que investigaba sobre la "desaparición" de Komori. Llega a la conclusión que Akira Sakura tuvo relación en ello y envía a su dragón, Amapola, para que la busque. Sin embargo el ejército japonés frustra este secuestro.
Cuando Shiina entra a la Academia Banda, organiza un complot para asesinarla en el viaje escolar, aunque sóio logra romperle un brazo.
No vuelve a aparecer en el manga después de eso.
Bungo Takano
Estudiante de instituto y otro de los asociados de Komori. Su dragón es Hainuwele, a quién manda para rescatar a Amapola del ejército japonés. Suele mostrarse como alguien alegre y despreocupado aunque muy serio y solidario con sus compañeros en batalla. También demuestra ser un otaku militar con una gran afición a las armas y los cañones, convenientemente consiguiendo dichas armas a sus aliados humanos cuando son necesarios. Es muy sobreprotector con Satomi, habiéndola defendido de abusones al menos una vez cuando eran niños, y sufriendo un cambio radical de personalidad cuando la ve herida.
Hiroko Kaizuka
Una niña muy inteligente, amiga de Shiina. También tiene su propio Dragón llamado Oni, aunque esto no se revela inmediatamente. Hiroko es víctima de bullying por parte de Aki Honda y su grupo, que la obligan a tragar gusanos de un vaso varias veces. Los padres de Hiroko se niegan a creer el caso de bullying, e incluso Shiina tampoco le cree, diciendo que está loca.
Esto fuerza a Hiroko a matar a sus propios padres y luego a Honda para enviar a Oni a masacrar al resto de niños de su escuela, siendo Oni detenido por Shiina. Luego viaja hasta la casa de Hiroko, a quien la obligar a elegir a matarla antes que ella ordene a Oni asesinar al padre de Shiina, pero Hiroko es estrangulada por Hoshimaru.
Aki Honda
Una niña líder de una banda de abusones que siempre molestaron a Hiroko con la tortura de comer gusanos. Parece tener un don de persuasión al hacer que todos odien a Hiroko, incluso Shiina.
Tiene una relación incestuosa con su hermano Yasuhito, a a quien llevó a un hotel para tener relaciones sexuales antes que Oni los asesinara.
Diferentes ediciones del manga omiten que Yasuhiro es su hermano, u omiten en todas las páginas de la muerte de ambos.
Takeo Tsurumaru
El profesor de la escuela de Shiina. Es una persona que huye de la responsabilidades y es bastante lujurioso, teniendo cinco hijos ilegítimos y tres mujeres embarazadas en el transcurso del manga, las culaes desaparecen misteriosamente. En el volumen 10 Takeo se involucra en el rescate de un joven llamado Robert Franklin y aunque este es rescatado, el ejército estadounidense hace explotar una bomba nuclear para eliminar todo evidencia de la situación con Franklin. Dado que Takeo estaba demasiado cerca de la explosión, muestra efectos secundarios de envenenamiento por radiación, como pérdida total del cabello. En el volumen 11 Takeo revela que él y Bungo con agentes de Mamiko Kuri y que su objetivo es el de reconstruir el mundo con una nueva humanidad. Casi al final del volumen 12, viola al clon de Shiina con el único fin de dejarla embarazada antes de morir justo antes de que esta le enseñe la diferencia entre el amor y la procreación.
Mamiko Kuri
En el anime es una misteriosa mujer que observa todos los acontecimientos de Narutaru, apareciendo repetidamente pero sin relevancia aparente en la historia. En el manga es presentada como una huérfana que sobrevivía prostituyéndose en las calles, encontrándose luego con Bungo quien luego de un largo cortejo se la lleva a su casa. Sin embargo Ozama se presenta buscando a Hainuwele para rescatar a Amapola. Mamiko observa su trance para manejar sus dragones a distancia. No es hasta el volumen 11 se revela que ella es un dragón de forma humanoide llamada Sheoul, decidida a eliminar a la humanidad y reemplazarla con otra especie inteligente. Comanda a Takeo Tsurumaru y Bungo Takano, haciendo que este último lance misiles nucleares a importantes ciudades alrededor del mundo para causar una guerra nuclear mientras Tsurumaru fue encargado vigilar y proteger a Shiina.  Luego extiende unas enormes manos que exterminan a la raza humana entera excepto a Shiina, a quién la resucitó para que sea la madre de la nueva Humanidad.
En las últimas páginas del manga, le comenta a Shiina que destruiría el planeta entero si eso la hiciera feliz.

### Dragones
Este es un término usado para llamar a varias criaturas de diferentes formas que aparecen en el manga/anime. Son seres de diversas formas que se asocian voluntariamente a la voluntad de su amo humano y casi todos los personajes tienen uno.
Por telepatía el dragón puede obedecer órdenes de su Amo incluso a gran distancia, pero si el dragón sufre daño, el Amo siente dolor.
Hoshimaru
El compañero de Shiina.
Con forma de una adorable estrella de mar, es una criatura que acompaña a Shiina.
Más tarde en el manga se sabe que Hoshimaru es el dragón de Takeo Tsurumaru, no de Shiina, lo que explica por qué la criatura a veces no obedecía sus órdenes.
Oni
Es el dragón de Hiroko de forma de una horrenda criatura de largos brazos. Oni asesina a los padres de Hiroko, a Aki Honda y su hermano y por último secuestra al padre de Shiina. Oni queda desactivado tras la muerte de Hiroko y su cuerpo es recuperado por las autoridades para examinarlo.
Amapola
Dragón de Satomi Ozawa. Tiene forma de flor y lanza gases tóxicos. El ejército lo destruyó con las hélices de un helicóptero, provocando que Ozawa quedara en coma por unos minutos, sin embargo se recupera lo suficiente para lanzar su gas y matar a todos los presentes.
Hainuwele
Es el dragón de Bungo Takano. Tiene forma humanoide y capaz de materializar una ametralladora. En el penúltimo capítulo del manga muere cuando el padre de Shiina estrella su avión con Hainuwele, matando a este y también a Bungo
Sheol
Es el dragón más poderoso de todos, tan grande como el mismo planeta. Mamiko Kuri es una representación de este. Envió a Takeo Tsurumaru y Bungo Takano para eliminar a la humanidad y aunque Bungo logró lanzar misiles nucleares, no murieron tanta personas como "ella esperaba".  Así se encarga ella misma el eliminar a los humanos excepto Shiina.

## Anime
La adaptación al anime consiste en 13 episodios, cada uno de 24 minutos, y se refiere a la historia de los primeros 6 volúmenes (7 en la versión en inglés) del manga.

## Recepción del anime
Sci Fi Channel describió la serie como una "transformación" de lo "fascinante mente raro" que era "lenta pero expresiva".